# Zygothrica anota
Zygothrica anota är en tvåvingeart som beskrevs av David Grimaldi 1987. Zygothrica anota ingår i släktet Zygothrica och familjen daggflugor. Inga underarter finns listade i Catalogue of Life.